# Naissance en 937
Naissance
- 933
- 934
- 935
- 936
- 937
- 938
- 939
- 940
- 941

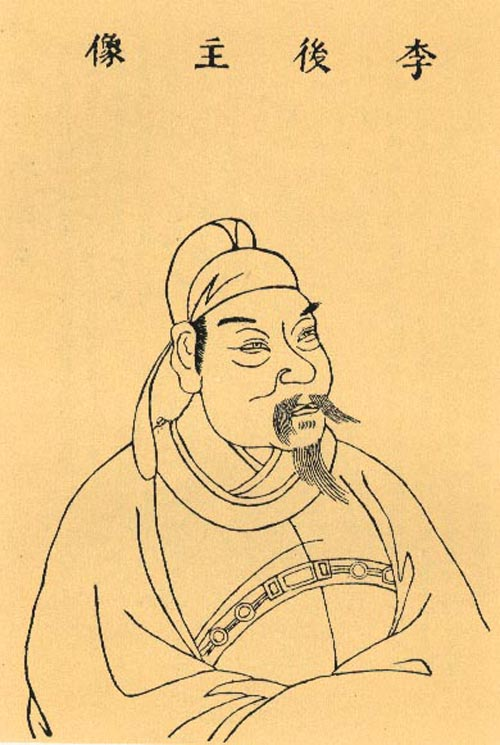
Li Yu, né en 937.

Cette page dresse une liste de personnalités nées au cours de  l'année 937 :
- novembre : Khalaf ibn Ahmad, émir de Sistân.

- Attilanus (en), évêque de Zamora.
- Bagrat II, roi titulaire des Kartvels de la dynastie des Bagrations.
- Gu Hongzhong, peintre chinois de la Période des Cinq Dynasties et des Dix Royaumes.
- Meng Xuanzhe (en), prince chinois.
- Abû 'Abd ar-Rahmân as-Sulamî, historien du soufisme et compilateur de hadîth.
- Renard Ier de Sens, dit le petit vieux ou Renard le Vieux, second comte souverain de Sens.
- Li Yu, dernier empereur de la dynastie des Tang du Sud.

date incertaine (vers 937)
- Jean XII,  130e pape de l'Église catholique romaine.

## Crédit d'auteurs
- Cet article est partiellement ou en totalité issu de l'article intitulé « 937 » (voir la liste des auteurs).